# Кашгар
Кашгар або Каши (уйгурська: قەشقەر, кит. 喀什, пін. Kāshí), — місто в Сіньцзяні у Китаї, площа 294.21 км², населення 351,874 (2003)..

## Географія
Кашгар розташований на заході пустелі Такла-Макан біля підніжжя гір Тянь-Шань на висоті 1290 м над рівнем моря, у точці з'єднання шляхів від долини Аму-Дар'ї, від Коканду і Самарканду, Алмати, Аксуі Хотану, останні два, з'єднують Китай і Пакистан. Кашгар був відомий від дуже ранніх часів як політичний і комерційний центр.
Кашгарська оаза — місце, де сходяться північний і південний шлях з Китаю навколо Такла-Макану. А також шляхи з Ташкургану, який в давнину вів з Гандхари, а також з сучасного Пакистану і Джелалабада у східному Афганістані.
За 200 км на захід від сучасного міста, біля кордону з Киргизстаном, головний маршрут Великого Шовкового шляху перетинає Алайську долину з якої прямує легкий шлях на південний захід до міста Балх і на південний захід до Фергани. Сьогоденна дорога прямує через Торугартський перевал.

### Клімат
Місто знаходиться у зоні, котра характеризується кліматом тропічних пустель. Найтепліший місяць — липень із середньою температурою 25 °C (77 °F). Найхолодніший місяць — січень, із середньою температурою -5 °С (23 °F).
| Клімат Кашгара                            | Клімат Кашгара | Клімат Кашгара | Клімат Кашгара | Клімат Кашгара | Клімат Кашгара | Клімат Кашгара | Клімат Кашгара | Клімат Кашгара | Клімат Кашгара | Клімат Кашгара | Клімат Кашгара | Клімат Кашгара | Клімат Кашгара |
| Показник                                  | Січ.           | Лют.           | Бер.           | Квіт.          | Трав.          | Черв.          | Лип.           | Серп.          | Вер.           | Жовт.          | Лист.          | Груд.          | Рік            |
| Середній максимум, °C                     | 0              | 4              | 13             | 21             | 26             | 30             | 32             | 30             | 26             | 19             | 10             | 1              | 17             |
| Середня температура, °C                   | −5             | 0              | 7              | 15             | 19             | 23             | 25             | 24             | 19             | 12             | 3              | −3             | 11             |
| Середній мінімум, °C                      | −10            | −6             | 1              | 8              | 12             | 16             | 18             | 17             | 12             | 4              | −1             | −7             | 5              |
| Норма опадів, мм                          | 2.6            | 4.7            | 7.6            | 9.7            | 16.8           | 11.3           | 11.4           | 16.1           | 10.4           | 4.9            | 2.8            | 1.5            | 99.8           |
| Днів з опадами                            | 2,4            | 3              | 1,8            | 1,9            | 3,3            | 4              | 3,7            | 3,8            | 2,8            | 1,2            | 1,1            | 1,6            | 30,6           |
| Вологість повітря, %                      | 66.8           | 60.8           | 50.1           | 40.7           | 40.9           | 38.5           | 40.5           | 44.8           | 47             | 50.8           | 59.1           | 68.9           | 50.7           |
| ----------------------------------------- | -------------- | -------------- | -------------- | -------------- | -------------- | -------------- | -------------- | -------------- | -------------- | -------------- | -------------- | -------------- | -------------- |
| Джерело: Weatherbase, Weatherbase (опади) |                |                |                |                |                |                |                |                |                |                |                |                |                |

## Населення
На 1998 рік міське населення Кашгара становило 311,141 осіб, з них 81 % уйгурів, і 18 % ханьців. Проте вже за переписом 2010 року населення збільшилося до 506,640

## Історія
У Середньовіччі Кашгар був важливим перехрестям на Півночі Великого шовкового шляху.
Найраніша згадка про Кашгар — китайського посланця Династії Хань, що подорожував Північним Шовковим шляхом, щоб дослідити землі на заході..
Інша рання згадка про Кашгар йде від Династії Хань (також відомої, як Західна Династія Хань), коли китайці завоювали Хунну (Hsiung-nu), Хотан, Кашгар, і низку держав, Таримського басейну, аж до передгір'я Тянь-Шаню. Це сталося в 76 до Р. Х.
Імовірно Кашгар не був відомий на Заході в цей час, але Птолемей згадує Скіфію біля Гімалаїв, як 'Kasia Regio', можливо експонуючи ім'я звідти як Кашгар і Кашгарія (часто застосовується для позначення району).
До приходу ісламу люди краю сповідували зороастризм та буддизм.
У Ханьшу, яка перекриває період між 125 до Р. Х. і 23 від Р.Х, записано, що Кашгар мав 1510 родин, 18647 мешканців і 2000 осіб, здатних носити зброю. За часів Хоу Ханьшу (між 25 до 170), населення збільшилось до 21000 родин і мало 30000 чоловіків, здатних носити зброю.
Перший європеєць, котрий побував в Кашгарі в 1273 році, Марко Поло (у спогадах називав це місто Кашкар — Cascar), встановив тут велику кількість вірян несторіанців.

## Господарство

### Транспорт
Попри те що Кашгар розташований на крайньому заході Китаю транспортна розв'язка вельми зручна.
Кашгарський аеропорт має рейси до Урумчі і Ісламабаду, Пакистан.. Південний Сіньцзянський відділ Ланьчжоу-Синьцзянської залізниці досяг Кашгару у грудні 1999, тим самим заснувавши найзахіднішу станцію у Китаї. Проводиться проектування для з'єднання залізниці з Пакистаном, а також спорудження залізниці до міста Ош у Киргизстані.. Каракорумське шосе з'єднує Ісламабад з Кашгаром через Хунджерабський перевал, існує регулярне автобусне сполучення з Пакистаном. Зв'язок з Киргизстаном відбувається через Торугартський та Іркештамський перевали. З літа 2007, щоденний автобусний зв'язок з Бішкеком. Через Кашгар також прямують Китайські національні шосе G314 і G315.

## Персоналії
- Махмуд Кашгарі (1028—1102) — середньовічний тюркський філолог, лексикограф, картограф.

## Галерея

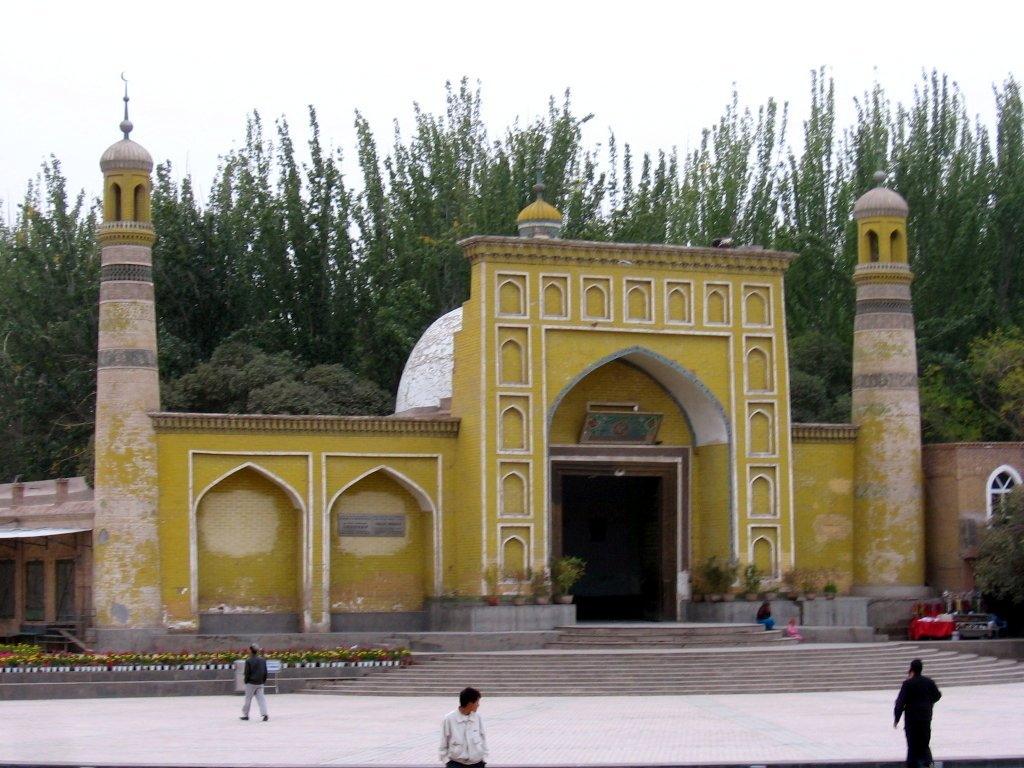
Мечеть Ід Ках
Мавзолей Аппака Ходжі
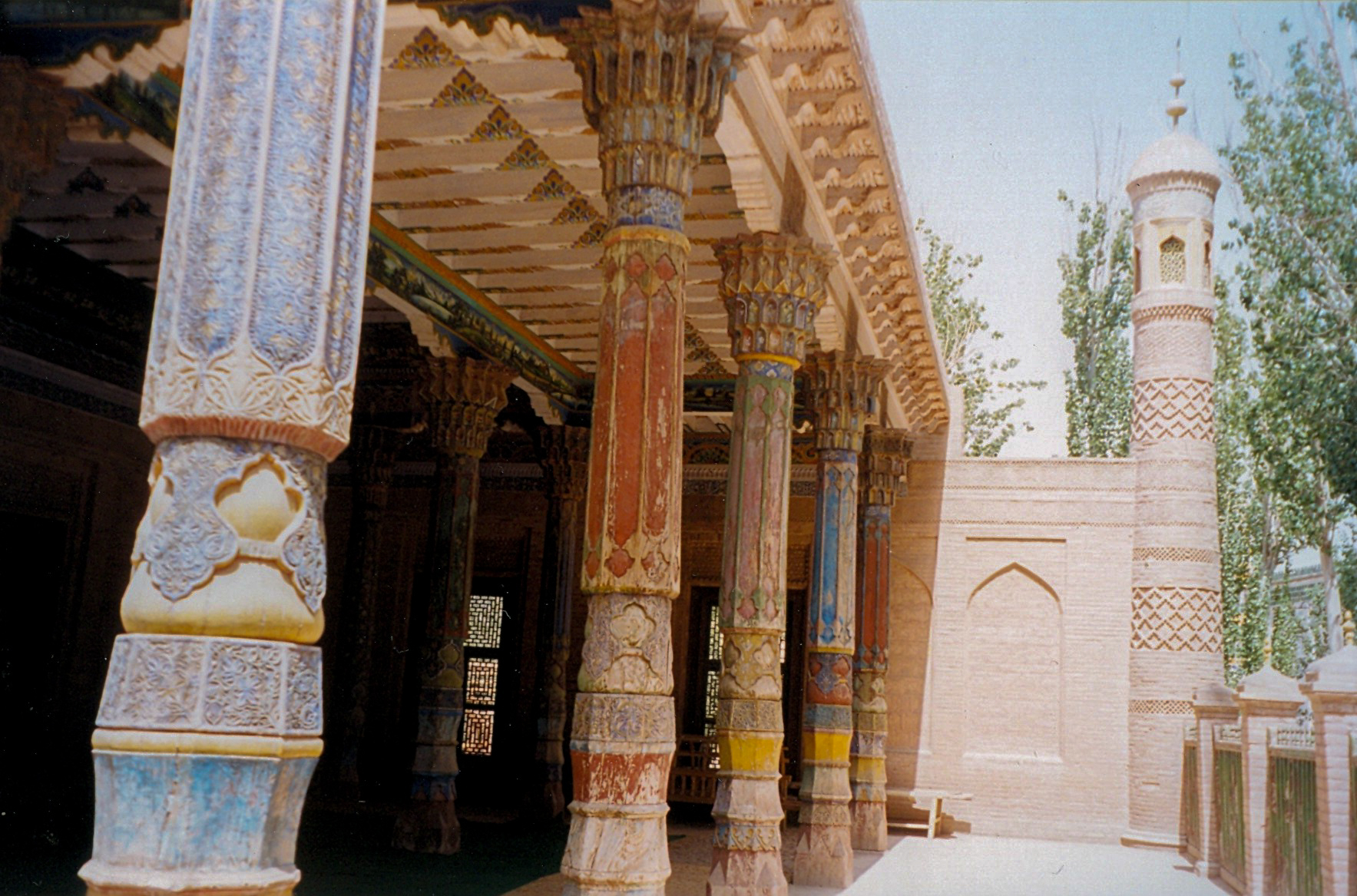
Мечеть поруч з мавзолеєм Аппаку Ходжі